# Eyrarbakki
Eyrarbakki [ˈeiːrarˌpahcɪ] ist ein Ort in der Gemeinde Árborg in der isländischen Region Suðurland. Eyrarbakki hatte am 1. Januar 2011 569 Einwohner.

## Geografie
Der Fischer- und Hafenort liegt nordwestlich von Stokkseyri und südwestlich von Selfoss an der Mündung der Ölfusá in den Atlantik.

## Name
Der Name rührt von der alten Bezeichnung Eyrar (deutsch „Sandbänke“) her, die für die Küste zwischen Ölfusámündung und Þjórsámündung verwendet wurde. bakki bedeutet „(erhöhtes) Ufer“.

## Geschichte

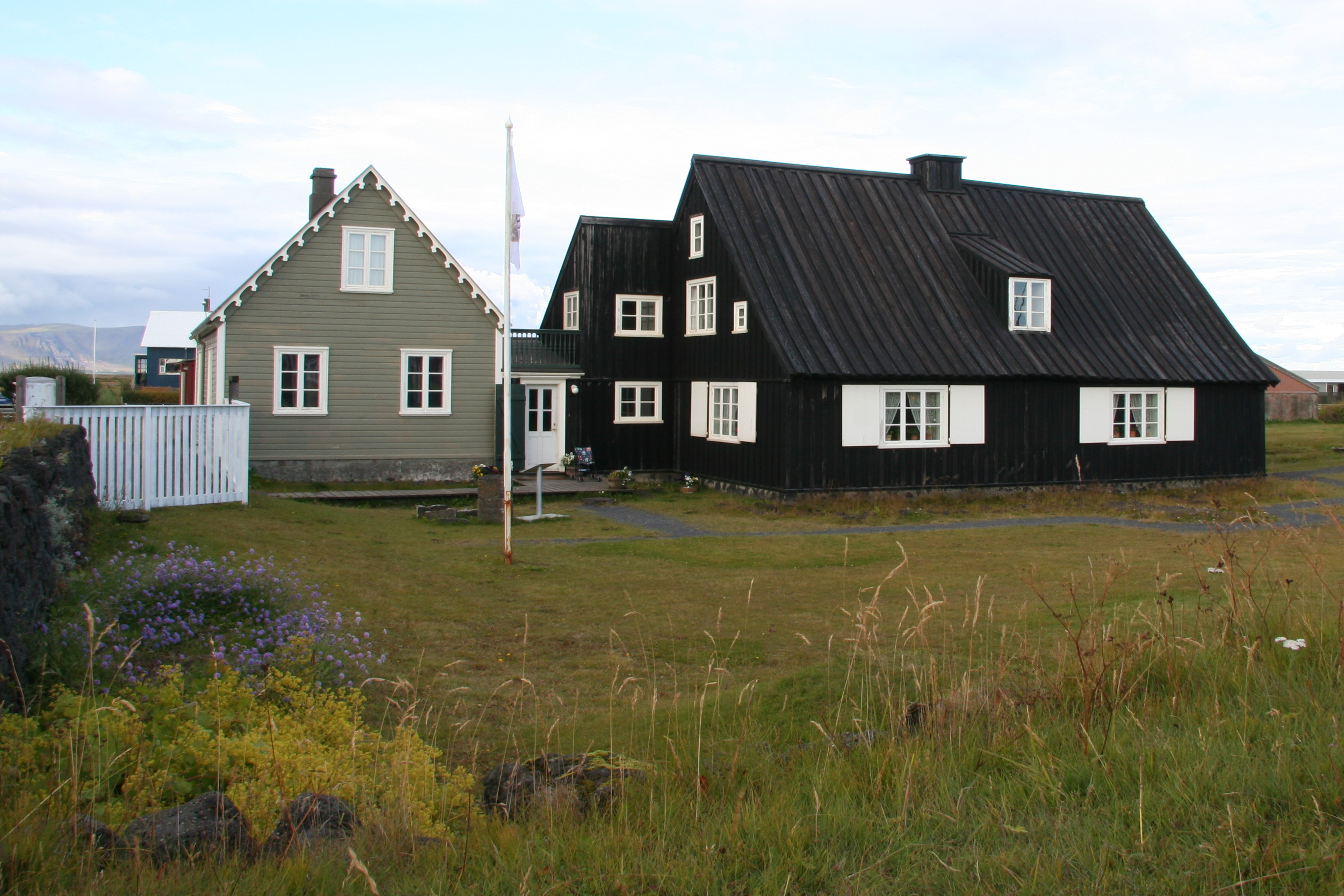
Húsið, 1765 in Eyrarbakki errichtet

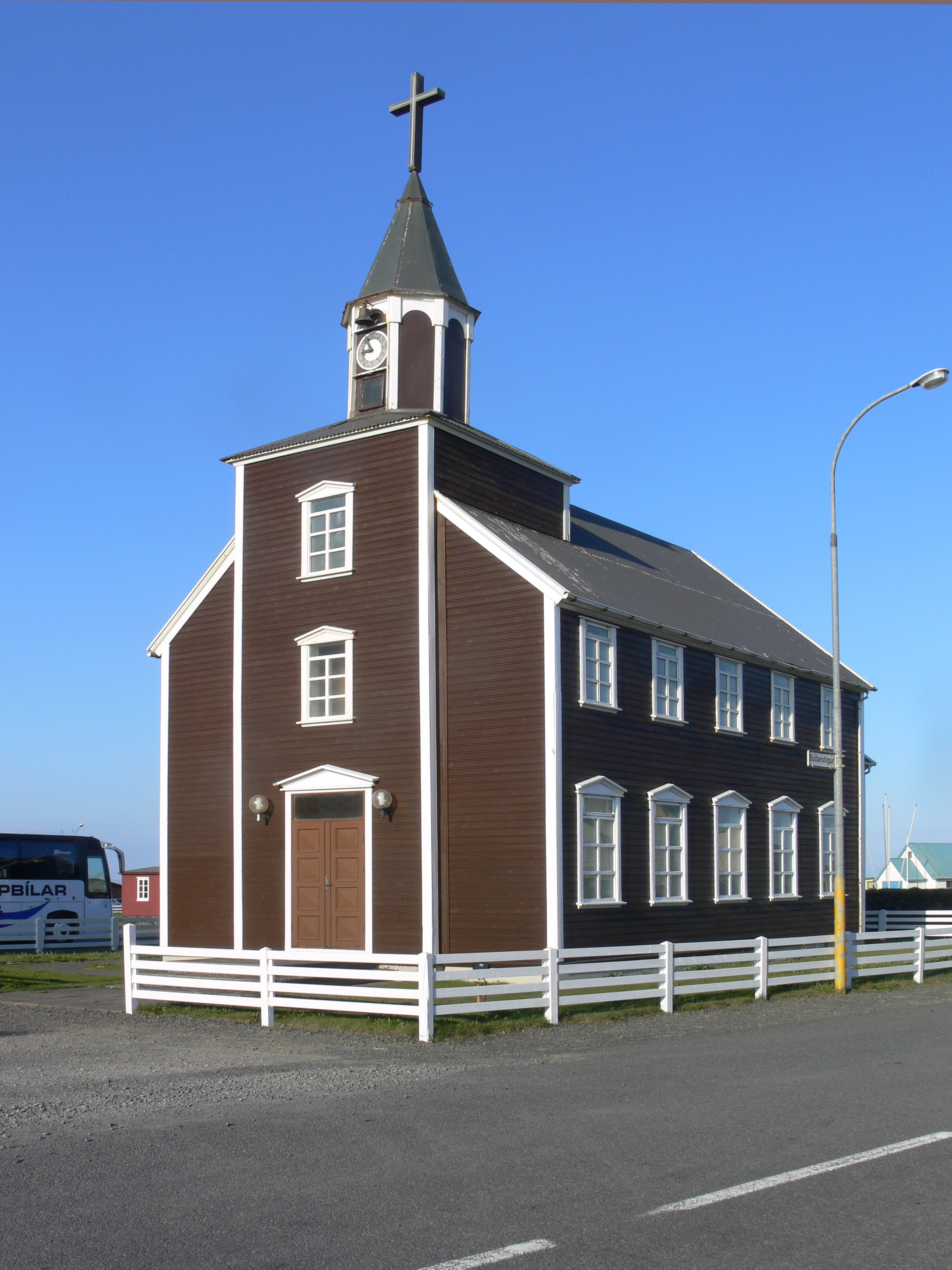
Kirche von Eyrarbakki

Einer der ersten Siedler von Eyrarbakki, Bjarni Herjólfsson, soll als erster Wikinger noch vor Leifur Eiríksson nach Nordamerika gelangt sein.
Er war wegen seiner Nähe zum alten Bischofssitz Skálholt jahrhundertelang einer der wichtigsten Hafen- und Handelsorte Islands (ab etwa 1100 bis in die erste Hälfte des 20. Jahrhunderts).
Bis zur Errichtung von Deichen ab dem Ende des 18. Jahrhunderts, wurde Eyrarbakki immer wieder von Sturmfluten bedroht, wobei sich die sogenannte Básendaflut im Jahre 1799 als die schlimmste erwies.
Der Ort war nach 1602 ein Hafen des dänischen Monopolhandels.
Bevor 1988 die Brücke über die Mündung der Ölfusá errichtet wurde, war Eyrarbakki der Fährhafen nach Óseyrarnes auf der anderen Seite des Flusses.
Die ehemals selbstständige Gemeinde Eyrarbakki (Eyrarbakkahreppur) wurde am 7. Juni 1998 mit Sandvík (Sandvíkurhreppur), Stokkseyri (Stokkseyrarhreppur) und der Stadt Selfoss (Selfosskaupstaður) zu Árborg zusammengeschlossen.

## Kultur und Sehenswürdigkeiten
Eyrarbakki hat eine Fülle an alten und renovierten Häusern. Húsið (deutsch „das Haus“), eines der ältesten Gebäude des Landes, wurde 1765 für den dänischen Handelsdirektor errichtet. Es steht unter Denkmalschutz und dient inzwischen als Museum. Nahebei befindet sich ein Seefahrtsmuseum. Auch das Assistentahúsið von 1881 ist heute ein Museum. Viele andere Häuser stammen aus der Zeit der Wende vom 19. zum 20. Jahrhundert. Die evangelisch-lutherische Holzkirche Eyrarbakkakirkja wurde 1890 erbaut, 1977–1979 wurde der Turm verbreitert, und seit 1990 steht sie unter Denkmalschutz. Die Kirche kann eine von der Königin Louise, der Frau des Dänenkönigs Christian IX. eigenhändig gemalte Altartafel vorweisen.

## Wirtschaft und Dienstleistungen
Am Ort gibt es eine Gesamtschule, einen Kindergarten und eine Bibliothek, außerdem existieren Geschäfte und Tankstelle sowie Zeltplatz und Restaurants. Die Schule kann auf eine lange Tradition zurückblicken, war sie doch die erste in Island gegründete allgemeine Volksschule (gegr. 1852).
Die Einwohner von Eyrarbakki arbeiten in der Fischerei und im Ort, viele pendeln aber auch nach Selfoss oder Reykjavík.
In der Nähe des Ortes befindet sich Islands größtes Gefängnis Litla-Hraun.

## Partnerstädte
- Kalundborg (Dänemark)
- Lillesand (Norwegen)
- Nynäshamn (Schweden)
- Kimito (Finnland)

## Töchter und Söhne
- Sigfús Einarsson (1879–1939), Komponist
- Sigurgeir Sigurðsson (1890–1953), evangelisch-lutherischer Theologe
- Sigurjón Ólafsson (1908–1982), Bildhauer